# Аарон Хотер-Ішай
Аарон Хотер-Ішай (варіант транскрипції: Хотер-Йішай) (івр. אהרן חטר ישי Хо́тер-Йіша́й ; 1 січня 1905 , Російська імперія (нині Україна) — 20 травня 2003 Ізраїль) — ізраїльський адвокат і громадський діяч, перший Головний військовий прокурор Армії оборони Ізраїлю (у період з 1949 по 1950 рік).

## Життєпис

### Ранні роки
Аарон Хотер-Ішай народився в Україні 1905 року. У 1913 році репатріювався до Палестини разом із сестрою-близнючкою Мірьям та 10-річним братом Реувеном. Батьки, Шмуель і Сіма (уроджена Левантовська) Хуторецькі, ще з двома доньками пішли за ним після закінчення Першої світової війни.
Навчався в гімназії Герцлія в Тель-Авіві, навчання в якій закінчив в 1923 році. Під час навчання був обраний головою ради учнів гімназії (на цій посаді склав статут учнів гімназії), потім головою ради учнів середніх шкіл Тель-Авіва.
У 1928 році брав участь у курсі командирів Га-Аґани. В 1930 році завершив навчання на «Курсах юриспруденції» підмандатної Палестини (англ. Law Classes) і отримав ліцензію на право зайняття адвокатською діяльністю.
Виступав у багатьох судових процесах, насамперед пов'язаних з підпільною діяльністю членів « Га-Агани», поселенською діяльністю (часто викликав кровопролитні зіткнення між єврейським та арабським населенням) та незаконною єврейською імміграцією, але також і в процесах у загальнокримінальних справах .

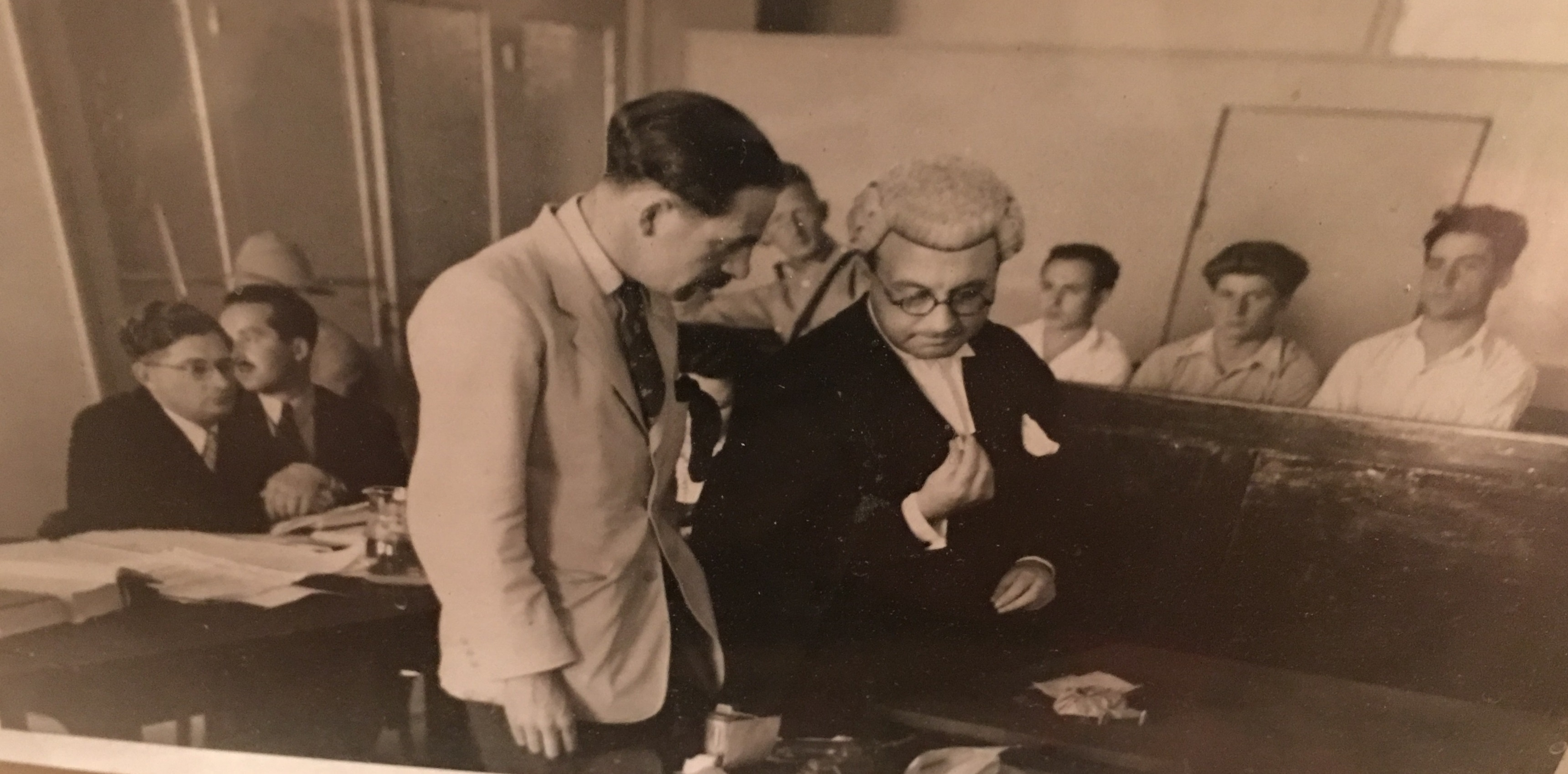
Адвокати Хотер-Ішай (на світлині стоїть ліворуч) та Філіп Джозеф на суді звинувачених у спробі вчинення теракту Шломо Бен-Йосефа, Шалома Зурабіна та Авраама Шейна

У значній кількості випадків йому вдавалося досягти виправдувального вироку у справах підсудних, серед них і тих, яким загрожувала страта. Однак на процесах у справах Шалома Бен-Йосефа та Мордехая Шварца Хотеру-Ішаю не вдалося запобігти обвинувальному вироку та виконанню смертного вироку щодо обвинувачених .
Окремі судові процеси, а також інші випадки участі Хотера-Ішая у сприянні підпільній діяльності «Га-Агани» та нелегальній імміграції євреїв до Палестини були описані надалі в його книгах оповідань «Лише вчора…: Адвокат „Хагани“ розповідає», «Оповідання правозахисника» та «Лінія захисту».
Займався також громадською діяльністю, пов'язаною із заохоченням єврейської поселенської діяльності.
З 1923 року був членом « Батальйону захисників мови», а в грудні 1925 року очолив його . У «Батальйоні захисників мови» займався популяризацією івриту як розмовної єврейської мови та акціями щодо припинення використання в ужитку інших мов, а після отримання адвокатської ліцензії домагався введення судочинства на івриті в судовій системі Палестини.

### Під час Другої світової війни
У 1941 році Хотер-Ішай добровольцем вступив на службу до британської армії. Брав участь у проведенні агітаційних заходів щодо набору добровольців до армії .
В 1942 році пройшов офіцерські курси британської армії і служив ротним офіцером соціального забезпечення в 16-й роті Королівського Східно-Кентського полку («Баффс»), відповідальної за охорону табору військовополонених в Імвасі біля Латруна. В 1943 році був призначений ад'ютантом 2-го батальйону Палестинського полку (надалі, 2-й батальйон Єврейської бригади) у військовому званні капітана.
У липні 1943 року батальйон Хотера-Ішая був перекинутий до Бенгазі, а восени 1944 року — до Італії, звідки в березні 1945 року батальйон був переведений на ділянку фронту біля міста Альфонсіне (на той момент Хотер-Ішай служив командиром штабної роти 2-го батальйону).
Після закінчення війни батальйон не був розпущений, і Хотер-Ішай активно займався освітньою діяльністю серед солдатів батальйону, в тому числі організовував курси з вивчення цивільних професій.

### Зустріч з євреями, що пережили Голокост
20 червня 1945 року Хотер-Ішай з чотирма товаришами по службі в Єврейській бригаді виїхав з Італії для пошуку євреїв, які вціліли після Голокосту .

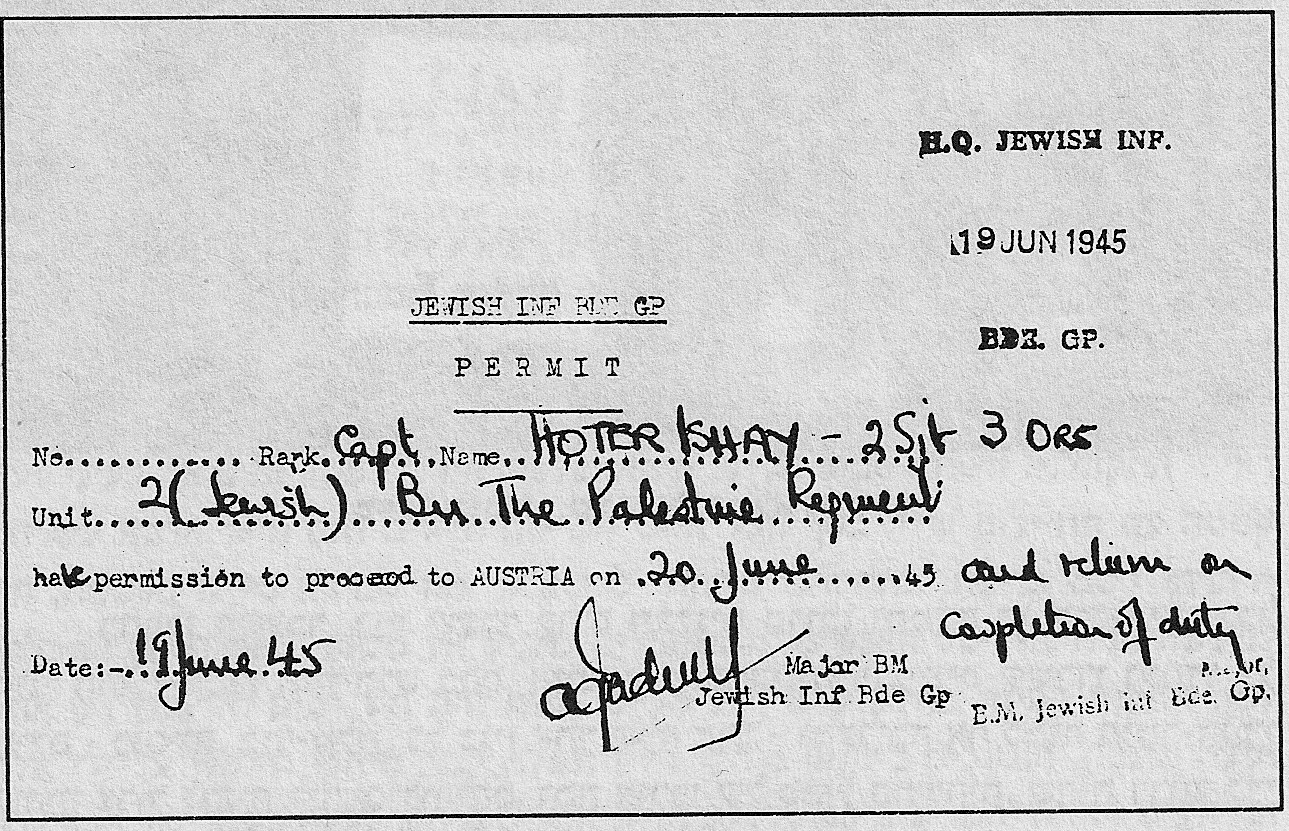
Дозвіл на виїзд до Австрії, виданий капітану Хотеру-Ішаю 19 червня 1945 року

Незважаючи на заборону британської армії на в'їзд єврейських солдатів на територію Німеччини (щоб уникнути акцій помсти з їхнього боку), Хотеру-Ішаю вдалося домогтися від британського командування Єврейської бригади особливого дозволу на виїзд до Австрії з метою, як було заявлено, пошуку родичів солдатів бригади, що вціліли. Справжньою метою поїздки була спроба знайти євреїв у "таборах для переміщених осіб " в американській зоні окупації .
У поїздці таборами Австрії та Німеччини Хотер-Ішай став свідком важких умов утримання вцілілих єврейських в'язнів концтаборів. У багатьох випадках «табори для переміщених осіб» були багато в чому схожі на концтабори. Численних біженців і колишніх в'язнів концтаборів розподіляли по бараках відповідно до громадянської приналежності, часом поміщаючи євреїв разом із нацистськими колабораціоністами, що відмовлялися від повернення в рідні країни. Незважаючи на заяви американської влади про неприпустимість насильницької репатріації, місцеві військові органи неодноразово вдавалися до погроз з метою якнайшвидшої евакуації таборів, незважаючи на те, що євреїв, які поверталися до рідних країн, часто чекала розправа з боку місцевого населення, яке отримало від німецької влади їх будинки і майно.
Хотер-Ішай переконав командування Єврейської бригади заснувати Бригадний комітет благодійності, який він і очолив. Вже в липні 1945 року, після зустрічей Хотера-Ішая з представниками американської військової адміністрації, були значно покращені умови утримання євреїв у «таборах для переміщених осіб», перш за все, шляхом переведення євреїв в окремі табори, припинення їхнього насильницького повернення в країни, звідки вони були привезені та збільшенням продовольчого пайку.
До своєї демобілізації наприкінці 1945 року Хотер-Ішай вів активну діяльність серед уцілілих євреїв Європи, насамперед координуючи благодійну та просвітницьку діяльність у «таборах для переміщених осіб» в Австрії, Німеччині та Чехословаччині, а також беручи участь в організації сіоністської діяльності на території Західної. Європи. Також він брав участь в організації з'їздів активістів сіоністського руху, проводив лекції на тему сіонізму та британської політики « Білої книги» та зустрічався з європейськими громадськими діячами, одночасно сприяючи діяльності за напрямом нелегальної імміграції уцілілих євреїв до Палестини.
Хотер-Ішай відхилив пропозицію командування отримати звання майора, оскільки в такому б випадку, йому довелось би переїхати до війсьуової частини Єврейської бригади в Нідерландах і припинити свою діяльність у «таборах для переміщених осіб».
Незаконна з точки зору британської влади і не відповідна статусу військовослужбовця політична діяльність Хотера-Ішая призвела до видачі ордера на його арешт, проте спроба виконання ордера була зроблена з запізненням, коли Хотер-Ішай вже залишив місце служби і демобілізувався.

### Початок служби в Армії оборони Ізраїлю
Після демобілізації з британської армії Хотер-Ішай повернувся до Палестини, де продовжив правозахисну діяльність, зокрема, як адвокат у справах, пов'язаних із підпільною діяльністю « Га-Агани».
З 1947 року він брав участь у діяльності організації «Об'єднаний єврейський заклик».
У травні 1948 року вступив на службу до лав Армії оборони Ізраїлю і був призначений інтендантом 7-ї бронетанкової бригади, що в той час активно формувалася.
17 липня 1948 року Хотер-Ішай отримав від прем'єр-міністра Ізраїлю Давида Бен-Ґуріона завдання підготувати законопроєкт кодексу військового права як можливу альтернативу законопроєкту, що розроблявся в ті дні Главою служби юстиції (івр. ראש השירות המשפטי Армії оборони Ізраїлю та Генеральним військовим обвинувачем (івр. תוֹכָּ"ל — תובע כללי, Авраамом Горалі. Хотер-Ішай завершив роботу над законопроєктом і 20 серпня передав його Бен-Гуріону. Запропоновані Хотером-Ішаєм, який керувався основами британського військового права (заснованого на наданні значних судових повноважень командному складу), і Горалі, схильним до принципів континентального військового права (прагнучи професійного юридичного судочинства), законопроєкти значно відрізнялися один від одного. 25 вересня Бен-Гуріон провів засідання, в результаті якого було вирішено віддати перевагу законодавчим принципам, запропонованим Хотером-Ішаєм.
Зрештою, жоден із законопроєктів не був офіційно затверджений, проте надалі багато ідей Хотера-Ішая втілилися в поправках до Армійського статуту судочинства від 1948 року, і далі — в основоположних принципах Закону про військове судочинство, прийнятого кнесетом у 1955 році.
Після вбивства посередника ООН графа Фольке Бернадота в Єрусалимі 17 вересня 1948 року членами угруповання «Фронт Вітчизни» та рішення Давида Бен-Гуріона визнати організацію « Лехі», запідозрену у зв'язках із вбивством, терористичною організацією, Хотер-Ішай був призначений надзвичайним військовим обвинувачувачем, що був відповідальним за ухвалення правових заходів проти організації « Лехі». На цій посаді, при виконанні якої він був підвищений у званні до підполковника, Хотер-Ішай вів, окрім іншого, судовий процес над Натаном Єліним-Мором (Фрідманом) та Маттітьяху Шмуелевіцем, звинуваченими в причетності до вбивства графа Бернадота.

### На посаді Головного військового прокурора
26 грудня 1948 року Хотер-Ішай обійняв посаду Голови служби юстиції Армії оборони Ізраїлю та Головного військового обвинувача, змінивши на цій посаді полковника Авраама Горалі.
Одразу після вступу на посаду Хотер-Ішай розпочав процес перетворення Служби юстиції на Військову прокуратуру. Таким чином, незважаючи на те, що органи юстиції існували в армії і до його призначення, саме Хотер-Ішай вважається першим Головним військовим прокурором Ізраїлю.
Відповідно до повноважень, покладених на нього Начальником Генштабу армії 11 січня 1949 року, і на основі припису Генштабу від 26 січня 1949 року Хотер-Ішай провів велику реформу, що включила, крім іншого, визначення статусу військового прокурора, на відміну від раніше існуючої посади військового обвинувача. Він вважав за потрібне, поєднати функції радника командування з правових питань та уповноважного органу у сфері кримінально-процесуального провадження, визначення судових округів, призначення окружних військових прокурорів та голів окружних військових судів тощо.

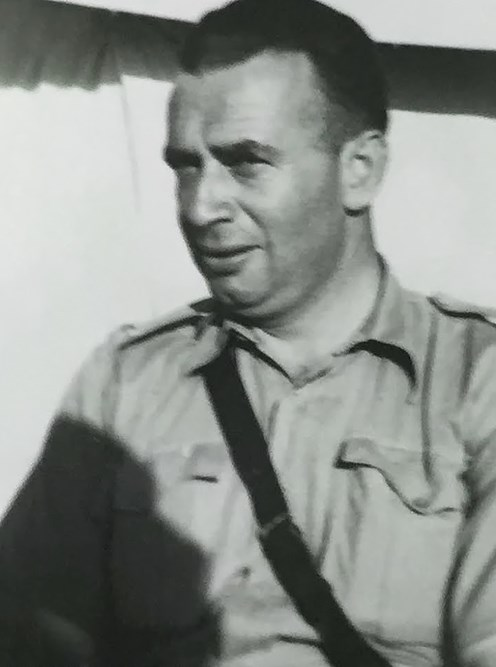
Меїр Тувіанський

У березні 1949 року на посаді Головного військового прокурора Хотер-Ішай за дорученням Давида Бен-Гуріона провів розслідування « справи Меїра Тувіанського» — співробітника «Електричної компанії», розстріляного 30 червня 1948 року за вироком військово-польового трибуналу, який звинуватив Тувіанського у державній зраді. Як показало розслідування Хотера-Ішая, Тувіанський був невинний, а відповідальність за несправедливий процес над Тувіанським лежала на Ісері Бєері, главі військової розвідки Ізраїлю, який поспішно скликав військово-польовий трибунал.
У цей же період Хотер-Ішай за дорученням Начальника Генштабу армії провів розслідування у справі Аби Хуші та у справі Алі Кассема, виявивши і в цих розслідуваннях протиправні дії з боку Ісера Бєері.
Хотер-Ішай вийшов у запас 15 грудня 1950 року. Завершення кар'єри на його думку було викликано конфліктом із Начальником Генштабу армії Ігаелем Ядіном. Суперечка почалася через розбіжності в питанні, чи будуть повноваження Головного військового прокурора включати юридичний супровід Міністерства оборони (Хотер-Ішай намагався закріпити цю функцію за Головним військовим прокурором через поправку до Армійського статуту судочинства, в той час як Ядін вважав недоречним зв'язок і міністром оборони в обхід Генштабу), але далі розбіжності перейшли й інші питання.

### Після виходу в запас

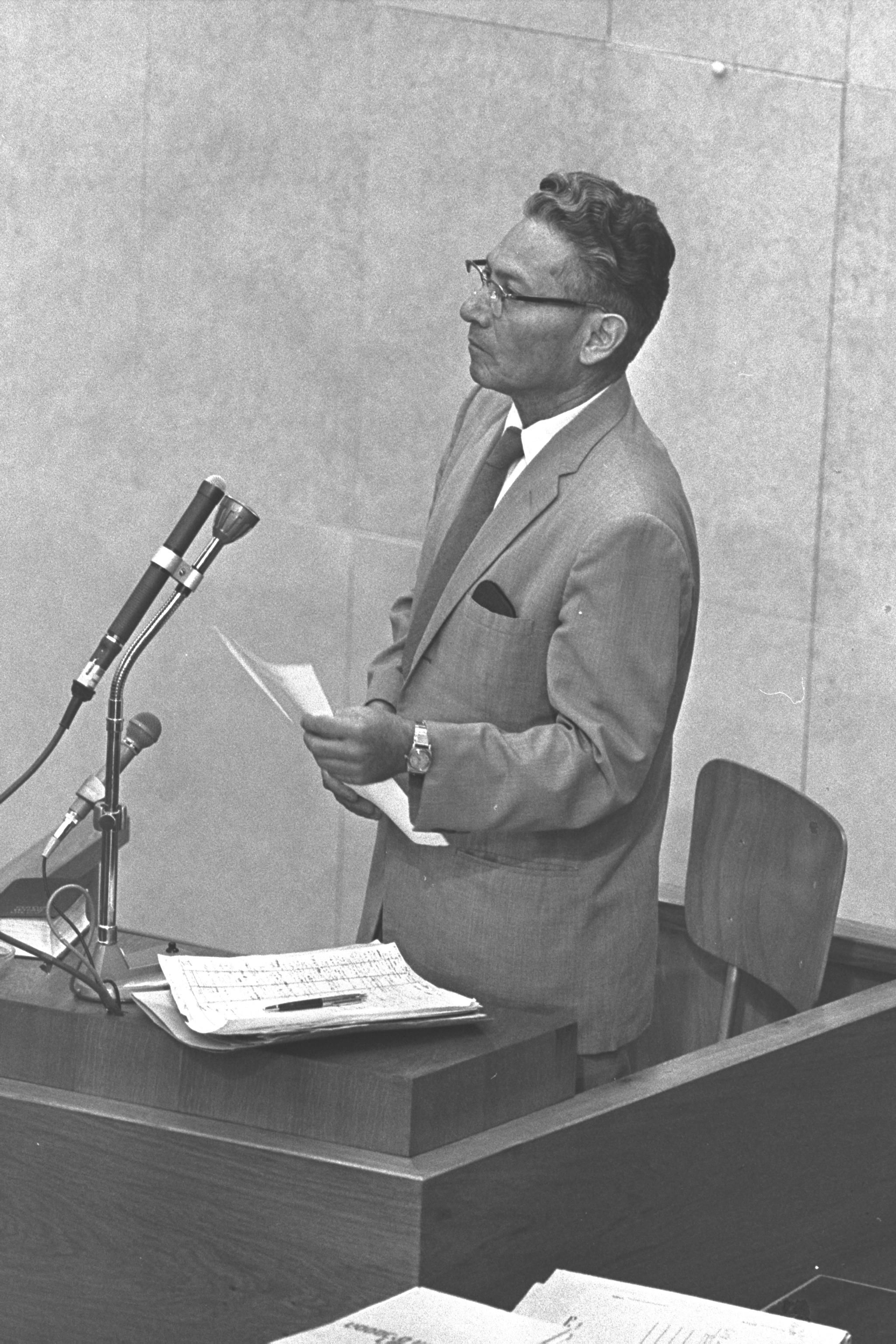
Хотер-Ішай дає свідчення на суді над Адольфом Айхманом, 12 червня 1961 року

Після виходу в запас Хотер-Ішай повернувся до приватної адвокатської практики.
В 1956 році він був членом комісії, призначеної Давидом Бен-Гуріоном для розслідування обставин масового вбивства в Кафр-Касемі.
У червні 1961 року Хотер-Ішай проходив свідком звинувачення в процесі над Адольфом Айхманом, давши в суді свідчення стан європейського єврейства з яким він ознайомився наприкінці Другої світової війни .
У січні 1964 року був обраний на посаду голови Ізраїльської асоціації спорту, де працював до грудня 1965 року.
Був членом громадської комісії меморіального центру « Яд ва-Шем» із присудження звання « Праведника народів світу».
У 1963—1965 роках супроводжував Давида Бен-Гуріона в « Справі Лавона», яка набула яскравого політичного забарвлення.
Був членом « Руху за неподільний Ізраїль» і входив до комітету тель-авівського відділення руху.
У 1973 році переїхав до кібуца Ейн-Гев на березі Тиверіадського озера, куди його запросили члени кібуца, інтереси яких він представляв у суді в позові до держави про стягнення компенсації збитків, заподіяних затопленням земель кібуцу. У 1970-ті роки супроводжував репатріантів із Радянського Союзу в процесі інтеграції в Ізраїлі.
У 1991 році опублікував книгу «Лінія захисту» про свою діяльність як адвокат «Га-Аґана». У 1993 році, після смерті дружини Рахелі, зайнявся написанням книги «Єврейська бригада та „вцілілий залишок“», опублікованої в 1999 році.
Хотер-Ішай помер на 99-му році життя, 20 травня 2003 року. Похований на цвинтарі кіббуца Ейн-Гев.

## Особисте життя
Старший брат Хотера-Ішая, Реувен Хоторі (1903—1992), також був адвокатом. Сестра-близнючка Хотера-Ішая, доктор Мірьям Іцкович, очолювала Інститут підготовки соціальних працівників Міністерства соціального забезпечення Ізраїлю . У Хотера-Ішая були ще й дві молодші сестри: Йехудіт Карасік (1913—2013) та Емма (Шломіт) Марріот
В 1930 році Хотер-Ішай одружився з Рахель (уродженою Рабінович) (18 жовтня 1909 — 9 лютого 1993). У пари народилося троє дітей: донька Смадар та сини Он та Дрор.
Донька Хотера-Ішая, професор Смадар Оттоленги (27 листопада 1937 — 10 серпня 2003), була видатною дослідницею арбітражного та корпоративного права та засновницею Ізраїльського інституту комерційного арбітражу .
Син Хотера-Ішая, адвокат Дрор Хотер-Ішай (нар. 28 жовтня 1946), батько дев'ятьох дітей, був головою Колегії адвокатів Ізраїлю з 1991 по 1999 рік.

## Публікації
- אהרן חטר-ישי, בתוך המעשה, פרק בספר ספר ההתנדבות — פרשת ההתנדבות הצבאית של יהודי ארץ-ישראל במלחמת-העולם השניה (בעריכת זאב שפר) הוצאת מוסד ביאליק, התש"ט (Аарон Хотер-Ішай, «У дії», глава в книзі «Книга добровольчості — історія добровільного заклику палестинських євреїв під час Другої світової війни» (ред. Зєева Шефера), видавництва «Мосад Бялик» (1949)), с.766-784(івр.)
- (אהרן חטר-ישי רק אתמול…: עורך דין 'ההגנה' מספר הוצאת מעха́т (Хач) «Ад'Ада („Ладах“).(івр.)
- (אהרן חטר-ישי דין וחשבון של המשלחת לאוסטריה ולגרמניה, פרק בספר הנני שלחני (בעריכת יעקב מרגלית) הוצאת הקיבוץ המאוחד (התשמ»ה (Аарон Хотер-Ішай, «Доповідь делегації до Австрії та Німеччини», розділ у книзі «Ось я, пішли мене» (ред. Яакова Маргаліта), видавництва «Ха-Кіббуц Ха-Меухад» (1985)), ISBN 965-282-011-3, с.208-214(івр.)
- (אהרן חטר-ישי סיפורי סניגור הוצאת משרד הביטחון (1985[51] Аарон Хотер-Ішай), «Оповідання правозахисника», Книга видавництва Міністерства оборони (1985))(івр.)
- (אהרן חטר-ישי קו הגנה הוצאת ספריית מעריב (1991 (Аарон Хотер-Ішай, «Лінія захисту»), книга видавництва «Сифріат Маарів» (1991))(івр.)
- (אהרן חטר-ישי הבריגדה ושארית הפליטה הוצאת איגוד החיילים המשוחררים בישראל (התש"ס (Аарон Хотер-Ішай, «Єврейська бригада та „вцілілий залишок“», книга видавництва Асоціації демобілізованих солдатів в Ізраїлі (1999))(івр.)